# Trường Đại học Điều dưỡng Nam Định
Trường Đại học Điều dưỡng Nam Định là một trường đại học được thành lập ngày 26 tháng 2 năm 2004 theo Quyết định số 24/2004/QĐ-TTg của Thủ tướng Chính phủ, trụ sở của Trường được đặt tại số 257 Hàn Thuyên, phường Nam Định, tỉnh Ninh Bình.
Trường là một trong những trung tâm đào tạo đa cấp nguồn nhân lực Điều dưỡng - Hộ sinh, đào tạo giáo viên điều dưỡng cho các trường trung học, cao đẳng và các trường ĐH Y tham gia đào tạo điều dưỡng ở Việt Nam, đồng thời cơ sở nghiên cứu khoa học, ứng dụng và chuyển giao công nghệ.

## Lịch sử hình thành[3]
Trường Đại học Điều dưỡng Nam Định tiền thân là Trường Y sỹ Nam Định được thành lập ngày 8/9/1960, sau đó được đổi tên thành Trường THYT Nam Hà. Ngày 12/9/1981, Hội đồng Bộ trưởng đã ra Quyết định số 65/HĐBT, nâng cấp Trường THYT Nam Hà thành Trường Cao đẳng Y tế Nam Định.
Ngày 25/7/1988, Trường được hợp nhất với Đại học Y Thái Bình theo Quyết định số 624/BYT-QĐ của Bộ Y tế. Tuy nhiên, chỉ 3 năm sau đó, Bộ Y tế lại ra Quyết định số 797/BYT-QĐ ngày 13/8/1991, tách Trường ra khỏi Đại học Y Thái Bình.
Đến ngày 26/2/2004, Phó Thủ tướng Chính phủ Phạm Gia Khiêm đã ra Quyết định số 24/2004/QĐ-TTg, nâng cấp Trường Cao đẳng Y tế Nam Định thành Trường Đại học Điều dưỡng Nam Định

## Đào tạo
Đào tạo Đại học
- Cử nhân Điều dưỡng (mã ngành: 7720301)
- Cử nhân Hộ sinh (mã ngành: 7720302)
- Cử nhân Dinh dưỡng (mã ngành: 7720401)

Đào tạo Sau đại học
- Tiến sĩ Điều dưỡng
- Thạc sĩ Điều dưỡng
- Điều dưỡng chuyên khoa cấp I
- Hộ sinh chuyên khoa cấp I

## Ban Giám Hiệu - Phòng chức năng
Chủ tịch Hội đồng trường: Thầy thuốc nhân dân. PGS.TS. Lê Thanh Tùng (Bí thư Đảng ủy)
Hiệu Trưởng: Thầy thuốc nhân dân. TS. Trương Tuấn Anh
Các Phó Hiệu Trưởng:
- Thầy thuốc nhân dân. TS. Ngô Huy Hoàng
- TS. Đỗ Minh Sinh
- TS. Nguyễn Thị Minh Chính

Các trưởng đơn vị:
- Trưởng phòng Quản lý Đào tạo:
- Trưởng phòng Tổ chức - Hành chính: TS. Trần Văn Long
- Trưởng phòng CNTT&TT: ThS. Nguyễn Anh Tiến
- Phụ trách phòng Quản lý Khoa học công nghệ và Đối ngoại: TS. Mai Thị Lan Anh
- Trưởng phòng Công tác Chính trị tư tưởng và Quản lý người học: ThS. Phạm Văn Tùng
- Trưởng phòng Hạ tầng và Thiết bị y tế: ThS. Vũ Thế Hùng
- Trưởng phòng TCKT: ThS. Vũ Thị Thanh Hương
- Trưởng phòng Quản lý chất lượng: ThS. Trần Việt Tiến
- Trưởng Thư viện: ThS. Cù Thị Thu Hà

## Hiệu Trưởng qua các thời kỳ
- PSG.TS. Ngô Toàn Định
- NGND.TS. Đỗ Đình Xuân (1997 - 2/2012)
- TTND.PGS.TS. Lê Thanh Tùng (2/2012 - 10/2020)
- TTND.TS. Trương Tuấn Anh (10/2020 - nay)

## Các khoa chuyên môn
- Khoa Điều dưỡng - Hộ sinh
- Khoa Y học lâm sàng
- Khoa Y học cơ sở
- Khoa Y tế công cộng
- Khoa Khoa học cơ bản

## Thành tích[4]
- Huân chương Độc lập hạng Nhì (2020)
- Huân chương Độc lập hạng Ba (2010)
- Huân chương Lao động hạng Nhất (2005)
- Huân chương Lao động hạng Nhì (2000)
- Huân chương Lao động hạng Ba (1996)
- 18 cờ thi đua đơn vị tiên tiến xuất sắc, 03 cờ thưởng luân lưu.
- 19 năm liên tục (1989-2007) đạt danh hiệu Đảng bộ trong sạch vững mạnh, cờ Đảng bộ trong sạch vững mạnh xuất sắc 5 năm (1996 - 2000)
- 23 năm liền trung đội tự vệ đạt danh hiệu quyết thắng.
- 02 cán bộ được tặng bằng khen của Thủ tướng Chính phủ
- 96 cán bộ giáo viên được tặng Huy chương vì sự nghiệp bảo vệ sức khoẻ nhân dân.
- 34 cán bộ, giáo viên được tặng Huy chương vì sự nghiệp giáo dục.
- 07 cán bộ được tặng Huy chương vì thế hệ trẻ.
- 16 CNVC được tặng Huy chương vì sự nghiệp Công đoàn.
- 01 cán bộ được tặng Huy chương vì an ninh tổ quốc.
- 02 cán bộ được tặng Huy chương vì sự nghiệp chữ thập đỏ.

Và nhiều cán bộ giáo viên được tặng bằng khen, giấy khen, các danh hiệu thi đua khác.